# تجربة هيرتز
أجريت تجربة هيرتز بين سنة 1886 و سنة 1888 من قبل الفيزيائي الألماني هاينريخ رودولف هيرتس، و أثبتت وجود الموجات الكهرومغناطيسية التي تنبأ بها جيمس كلارك ماكسويل في العقد السابق. ساعدت في تأكيد نظرية ماكسويل الكهرومغناطيسية (معادلات ماكسويل التي نشرت في 1873).